# Semicolcheia

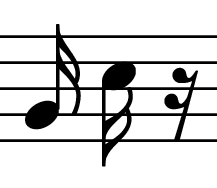
Duas semicolcheias (abaixo e acima da terceira linha) e sua pausa correspondente

Semicolcheia é a Figura musical cuja duração é de 1/16 de uma semibreve ou metade de uma colcheia.
A semicolcheia é representada por um quadrado preenchido com haste e duas bandeirolas. Esta nota musical vale 0.25.
Quando a nota é escrita até a terceira linha da pauta a haste fica à direita da nota e virada para cima. Quando a nota está acima da terceira linha, a haste fica à esquerda da nota e virada para baixo. As bandeirolas sempre ficam à direita da haste. A  duração de colcheia é uma linha longa na diagonal com duas bandeirolas.

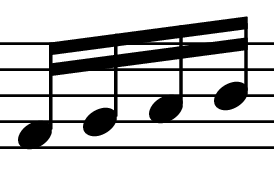
Quatro semicolcheias agrupadas

Quando há mais de uma semicolcheia na seqüência elas são agrupadas para facilitar a leitura. O agrupamento é feito mantendo a figura e sua haste e substituindo as bandeirolas por duas linhas de união entre as hastes. Quando a maior parte das notas do grupo está abaixo da terceira linha, o agrupamento é feito acima da nota. Quando a maior parte está acima da terceira linha o agrupamento é feito abaixo das notas. Em geral o agrupamento é feito de forma a compor uma unidade de tempo (quatro semicolcheias em compassos 2/4, 3/4 ou 4/4, seis semicolcheias em compassos compostos - 6/8, 9/8 ou 12/8 e oito semicolcheias em compassos 2/2 ou 4/2).
A Contagem Silábica para 4 semicolcheias agrupadas é TÁ-FA-TEI-FI. Para 6 semicolcheias agrupadas, em compassos compostos, lê-se TÁ-RA-PI-RI-TI-RI.